# 第42回総理大臣杯全日本大学サッカートーナメント
第42回総理大臣杯全日本大学サッカートーナメントは、2018年8月31日から9月9日にかけて開催された、42回目の総理大臣杯全日本大学サッカートーナメントである。

## 概要
全国9地域の大学サッカー連盟より選出された24チームによってトーナメント方式で争われた。

## 出場校
出典：
| 地域       | 出場校                 | 出場回数       |
| ---------- | ---------------------- | -------------- |
| 北海道 (1) | 北海道教育大学岩見沢校 | 04年連続06回目 |
| 東北 (2)   | 仙台大学               | 04年連続33回目 |
| 東北 (2)   | 東北学院大学           | 09年ぶり07回目 |
| 関東 (6)   | 法政大学               | 02年連続21回目 |
| 関東 (6)   | 明治学院大学           | 初出場         |
| 関東 (6)   | 駒澤大学               | 04年ぶり16回目 |
| 関東 (6)   | 明治大学               | 04年連続15回目 |
| 関東 (6)   | 早稲田大学             | 02年ぶり20回目 |
| 関東 (6)   | 専修大学               | 03年ぶり04回目 |
| 東海 (3)   | 常葉大学               | 04年連続09回目 |
| 東海 (3)   | 東海学園大学           | 03年連続06回目 |
| 東海 (3)   | 中京大学               | 04年連続26回目 |

| 地域       | 出場校            | 出場回数       |
| ---------- | ----------------- | -------------- |
| 北信越 (2) | 新潟医療福祉大学  | 02年ぶり03回目 |
| 北信越 (2) | 松本大学          | 初出場         |
| 関西 (4)   | 大阪学院大学      | 02年ぶり04回目 |
| 関西 (4)   | 大阪体育大学      | 09年連続24回目 |
| 関西 (4)   | 桃山学院大学      | 05年ぶり09回目 |
| 関西 (4)   | 阪南大学          | 05年連続15回目 |
| 中国 (2)   | IPU・環太平洋大学 | 02年連続05回目 |
| 中国 (2)   | 徳山大学          | 12年ぶり09回目 |
| 四国 (1)   | 高松大学          | 初出場         |
| 九州 (3)   | 福岡大学          | 02年連続34回目 |
| 九州 (3)   | 日本文理大学      | 02年ぶり04回目 |
| 九州 (3)   | 鹿屋体育大学      | 02年ぶり14回目 |

## 試合結果

### 1回戦
| #1 | 2018年8月31日 15:30 |

| 新潟医療福祉大学 | 1 - 2    | 中京大学                      |
| 上米良柊人 12分  | 公式記録 | 大城佑斗 45分 · 市川兼伍 81分 |

| ヤンマーフィールド長居 観客数: 298人 主審: 堀悠雅 |

| #2 | 2018年8月31日 18:00 |

| 専修大学                        | 2 - 0    | 高松大学 |
| 中杉雄貴 12分 · 鹿沼直生 90+4分 | 公式記録 |          |

| ヤンマーフィールド長居 観客数: 403人 主審: 小林健太朗 |

| #3 | 2018年8月31日 18:00 |

| 東北学院大学 | 0 - 1    | 福岡大学        |
|              | 公式記録 | 花田佳惟斗 53分 |

| J-GREEN堺（メインフィールド） 観客数: 244人 主審: 道山悟至 |

| #4 | 2018年8月31日 15:30 |

| 仙台大学                                             | 4 - 0    | 徳山大学 |
| 薄葉迅人 6分, 57分 · 本吉佑多 83分 · 志村弘樹 90+2分 | 公式記録 |          |

| J-GREEN堺（メインフィールド） 観客数: 223人 主審: 林田裕紀 |

| #5 | 2018年8月31日 15:30 |

| 北海道教育大学岩見沢校                      | 3 - 4 (延長) | 東海学園大学                                          |
| 小川達也 26分 · 下田友也 27分 · 鈴木翔 34分 | 公式記録     | 神谷凱士 45分 · 神門滉人 86分, 90+1分 · 西澤利樹 94分 |

| 万博記念競技場 観客数: 352人 主審: 須谷雄三 |

| #6 | 2018年8月31日 19:30 |

| 常葉大学                          | 2 - 3    | IPU・環太平洋大学                   |
| 杉本マテウス 65分 · 松田嵐太 82分 | 公式記録 | 赤木直人 32分, 90+2分 · 田中翔 55分 |

| 万博記念競技場 観客数: 499人 主審: 鹿島裕史 |

| #7 | 2018年8月31日 18:00 |

| 鹿屋体育大学                        | 3 - 0    | 阪南大学 |
| 岡田浩平 11分, 35分 · 渡邊宥也 45分 | 公式記録 |          |

| ヤンマースタジアム長居 観客数: 379人 主審: 渡辺康太 |

| #8 | 2018年8月31日 15:30 |

| 日本文理大学                                                     | 4 - 1    | 松本大学      |
| 舛田勇士郎 6分 · 是枝真伍 45分 · 濵上征也 66分 · 東海林佑飛 90分 | 公式記録 | 小澤拓真 14分 |

| ヤンマースタジアム長居 観客数: 474人 主審: 花川雄一 |

### 2回戦
| #9 | 2018年9月3日 15:30 |

| 専修大学                                  | 4 - 2    | 桃山学院大学                  |
| 中山克広 15分, 85分 · 鹿沼直生 19分, 33分 | 公式記録 | 毎熊晟矢 89分 · 上西健也 90分 |

| ヤンマースタジアム長居 観客数: 352人 主審: 舟橋崇正 |

| #10 | 2018年9月3日 18:00 |

| 法政大学      | 1 - 2    | 中京大学                    |
| 青栁燎汰 17分 | 公式記録 | 大城佑斗 13分 · 辻泰志 79分 |

| ヤンマースタジアム長居 観客数: 517人 主審: 花川雄一 |

| #11 | 2018年9月3日 15:30 |

| 大阪体育大学 | 1 - 0 (延長) | 福岡大学 |
| 林大地 94分  | 公式記録     |          |

| J-GREEN堺（メインフィールド） 観客数: 272人 主審: 廣瀬成昭 |

| #12 | 2018年9月3日 18:00 |

| 仙台大学      | 1 - 2 (延長) | 駒澤大学                       |
| 本吉佑多 78分 | 公式記録     | 荒木駿太 40分 · 高橋潤哉 110分 |

| J-GREEN堺（メインフィールド） 観客数: 161人 主審: 岡宏道 |

| #13 | 2018年9月3日 15:30 |

| IPU・環太平洋大学 | 1 - 4    | 明治大学                                                    |
| 滝川皓也 87分     | 公式記録 | 小野雅史 39分 · 小柏剛 53分 · 森下龍矢 62分 · 村田航一 65分 |

| 万博記念競技場 観客数: 442人 主審: 小林健太朗 |

| #14 | 2018年9月3日 18:00 |

| 明治学院大学                                              | 0 - 0 (延長) | 東海学園大学                                            |
|                                                           | 公式記録     |                                                         |
|                                                           | PK戦         |                                                         |
| 新井博人 野原広太 原川凌太朗 新間侑雅 高橋龍世 鳥谷部嵩也 | 4 - 3        | 児玉駿斗 松本直也 鹿山拓真 戸根一誓 唐澤真三郎 榎本大輝 |

| 万博記念競技場 観客数: 432人 主審: 堀悠雅 |

| #15 | 2018年9月3日 15:30 |

| 早稲田大学                         | 3 - 4 (延長) | 鹿屋体育大学                                           |
| 相馬勇紀 9分, 70分 · 石神佑基 45分 | 公式記録     | 岡田浩平 16分 · 渡邊宥也 60分 · 藤本一輝 90+3分, 105分 |

| ヤンマーフィールド長居 観客数: 367人 主審: 松本康之 |

| #16 | 2018年9月3日 18:00 |

| 日本文理大学  | 1 - 2    | 大阪学院大学                    |
| 山田大地 88分 | 公式記録 | 杉山蒼太 28分 · 見野龍太郎 57分 |

| ヤンマーフィールド長居 観客数: 467人 主審: 吉田哲朗 |

### 3回戦
| #17 | 2018年9月5日 15:30 |

| 大阪体育大学                                           | 3 - 2 (延長) | 駒澤大学                      |
| アフラギ・マハディ 11分 · 西田恵 39分 · 堀内颯人 108分 | 公式記録     | 高橋潤哉 31分 · 90+3分 (o.g.) |

| キンチョウスタジアム 観客数: 415人 主審: 堀格郎 |

| #18 | 2018年9月5日 18:00 |

| 中京大学                           | 3 - 1    | 専修大学      |
| 東家聡樹 8分, 31分 · 及川純平 24分 | 公式記録 | 下田悠哉 43分 |

| キンチョウスタジアム 観客数: 336人 主審: 野田祐樹 |

| #19 | 2018年9月5日 15:30 |

| 明治学院大学  | 2 - 3    | 明治大学            |
| 武田義臣 42分 | 公式記録 | 森下龍矢 29分, 49分 |

| ヤンマーフィールド長居 観客数: 278人 主審: 須谷雄三 |

| #20 | 2018年9月5日 18:00 |

| 鹿屋体育大学                                 | 1 - 1 (延長) | 大阪学院大学                                   |
| 樋口雄太 59分                                | 公式記録     | 井上泰斗 90分                                  |
|                                              | PK戦         |                                                |
| 樋口雄太 宮内真輝 渡邊宥也 森川和命 濱口功聖 | 4 - 5        | 井上泰斗 谷口祐貴 飯塚皓平 川崎健太郎 田中真照 |

| ヤンマーフィールド長居 観客数: 466人 主審: 谷本涼 |

### 準決勝
| #21 | 2018年9月7日 15:30 |

| 明治大学                            | 3 - 0    | 大阪学院大学 |
| 安部柊斗 29分 · 小柏剛 84分, 90+2分 | 公式記録 |              |

| ヤンマースタジアム長居 観客数: 604人 主審: 中井敏博 |

| #22 | 2018年9月7日 18:00 |

| 中京大学      | 1 - 2    | 大阪体育大学                  |
| 大城佑斗 74分 | 公式記録 | 古城優 45+1分 · 大田賢生 52分 |

| ヤンマースタジアム長居 観客数: 680人 主審: 吉田哲朗 |

### 決勝
| #23 | 2018年9月9日 18:00 |

| 明治大学                      | 2 - 0    | 大阪体育大学 |
| 安部柊斗 41分 · 佐藤凌我 77分 | 公式記録 |              |

| キンチョウスタジアム 観客数: 3,906人 主審: 岡宏道 |